# 96 Aegle
För andra betydelser, se Aegle.
96 Aegle är en mycket stor asteroid upptäckt 17 februari 1868 av den franske astronomen Jérôme Eugène Coggia vid Marseille-observatoriet. Asteroiden har fått sitt namn efter någon inom den grekiska mytologin med namnet Aegle, men då det finns flera är det osäkert vilken.
Den har mörk yta är troligtvis sammansatt av enkla karbonater. Ockultationer har observerats åtminstone tre gånger.